# Living Next Door to Alice
Living Next Door to Alice je píseň od Nickyho Chinna a Mike Chapmana, kterou jako první nahrála australská skupina New World. Byla zveřejněna roku 1972 na singlu spolu se skladbou „Something to Say“. Text je zpovědí muže, který se dozvídá, že se jeho sousedka odstěhovala, a lituje, že se jí nikdy neodvážil vyznat lásku. Vznikla řada coververzí: nejznámější nahrála v roce 1976 skupina Smokie a obsadila s ní páté místo na UK Singles Chart. Dalšími interprety byli Johnny Carver, Gompie nebo Howard Carpendale. Karel Zich ji přezpíval roku 1973 s českým textem pod názvem Alenka v říši divů.